# Corumbataí do Sul
Corumbataí do Sul är en kommun i Brasilien.   Den ligger i delstaten Paraná, i den södra delen av landet, 1 000 km söder om huvudstaden Brasília. Antalet invånare är 4 003.
Omgivningarna runt Corumbataí do Sul är huvudsakligen savann. Runt Corumbataí do Sul är det glesbefolkat, med 8 invånare per kvadratkilometer.